# Marie de Navarre
Ne doit pas être confondue avec Marie d'Évreux, duchesse de Brabant.
Marie de Navarre ou Marie d'Évreux, née vers 1329 et morte le 29 avril 1347 à Valence, est une infante de Navarre, devenue reine d'Aragon de 1338 à 1347 par mariage avec le roi Pierre IV d'Aragon le Cérémonieux.

## Biographie
Fille des souverains Philippe d'Évreux et Jeanne II de Navarre, elle épouse le 25 juillet 1338 à Alagón Pierre IV le Cérémonieux, roi d'Aragon, dont elle devient la première femme. Alors âgée de dix ans, le mariage ne sera consommé que quelques années plus tard.
Elle meurt en couches à Valence le 29 avril 1347 et est enterrée au monastère de Poblet.
Veuf, le roi Pierre IV se remarie dès le 15 novembre 1347 avec Éléonore de Portugal.

## Descendance
De son mariage avec le roi Pierre IV sont issus quatre enfants :
- Constance d'Aragon (1343-1363), mariée en 1361 au roi Frédéric III de Sicile ;
- Jeanne d'Aragon (1344-1385), mariée en 1373 au comte Jean Ier d'Empúries ;
- Marie d'Aragon (1345-1348), morte enfant ;
- Pierre d'Aragon (avril-mai 1347), mort quelques jours après sa naissance et le décès de sa mère.